# ريان إليس
ريان إليس (بالإنجليزية: Ryan Ellis)‏ هو سائق سباق أمريكي، ولد في 29 نوفمبر 1989 في توررانسي في الولايات المتحدة.

## معرض صور

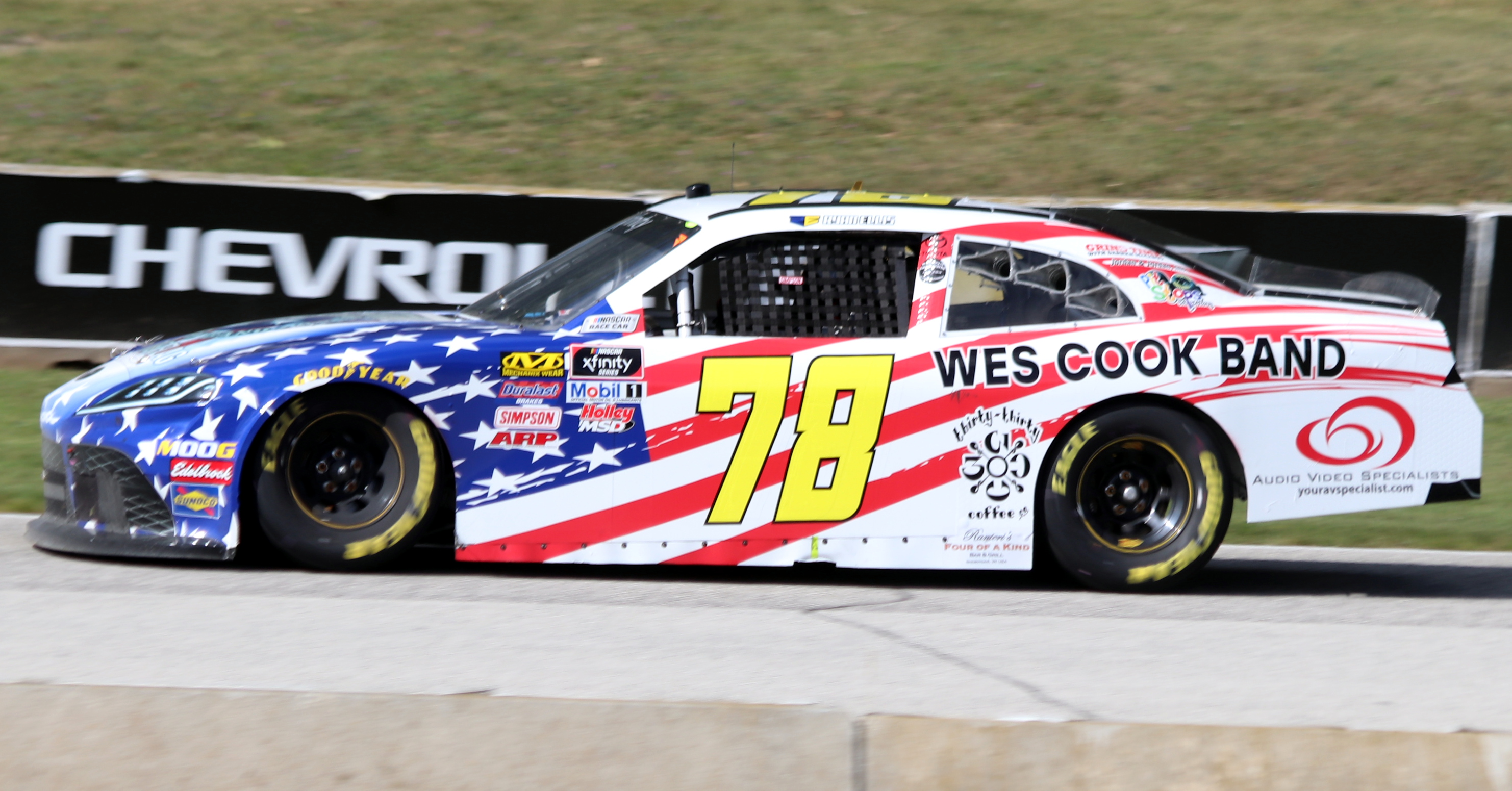
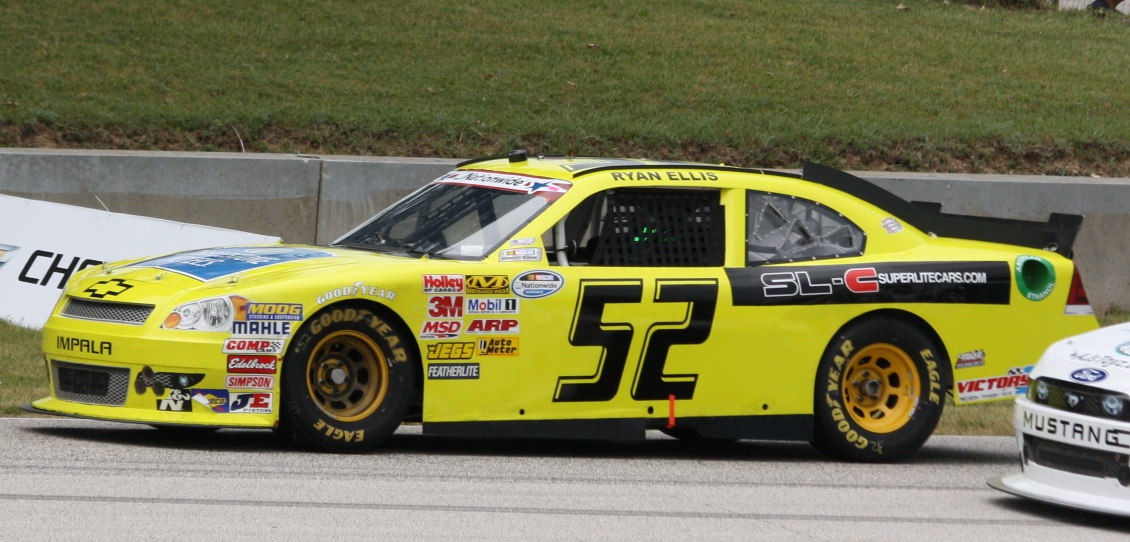
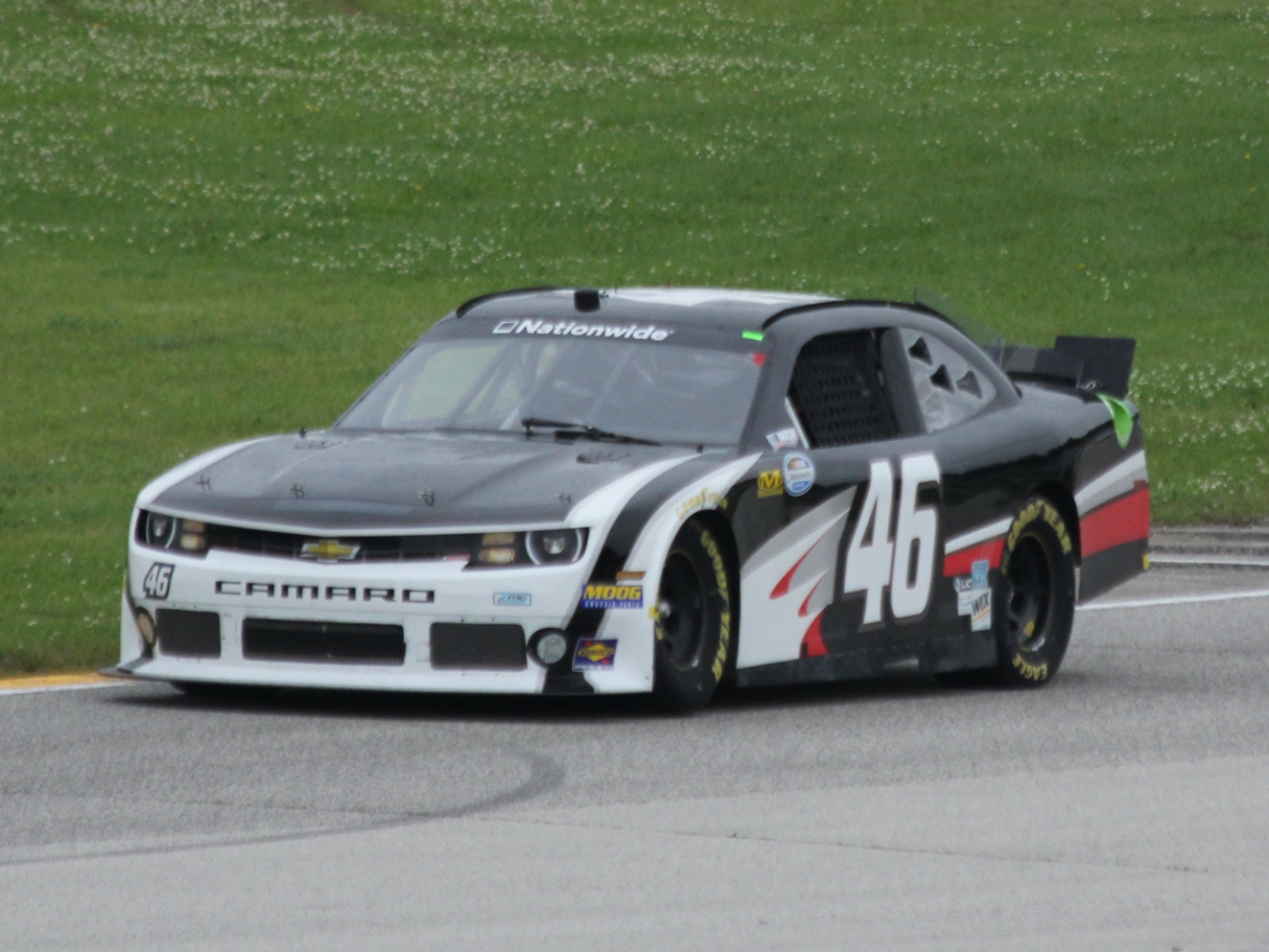
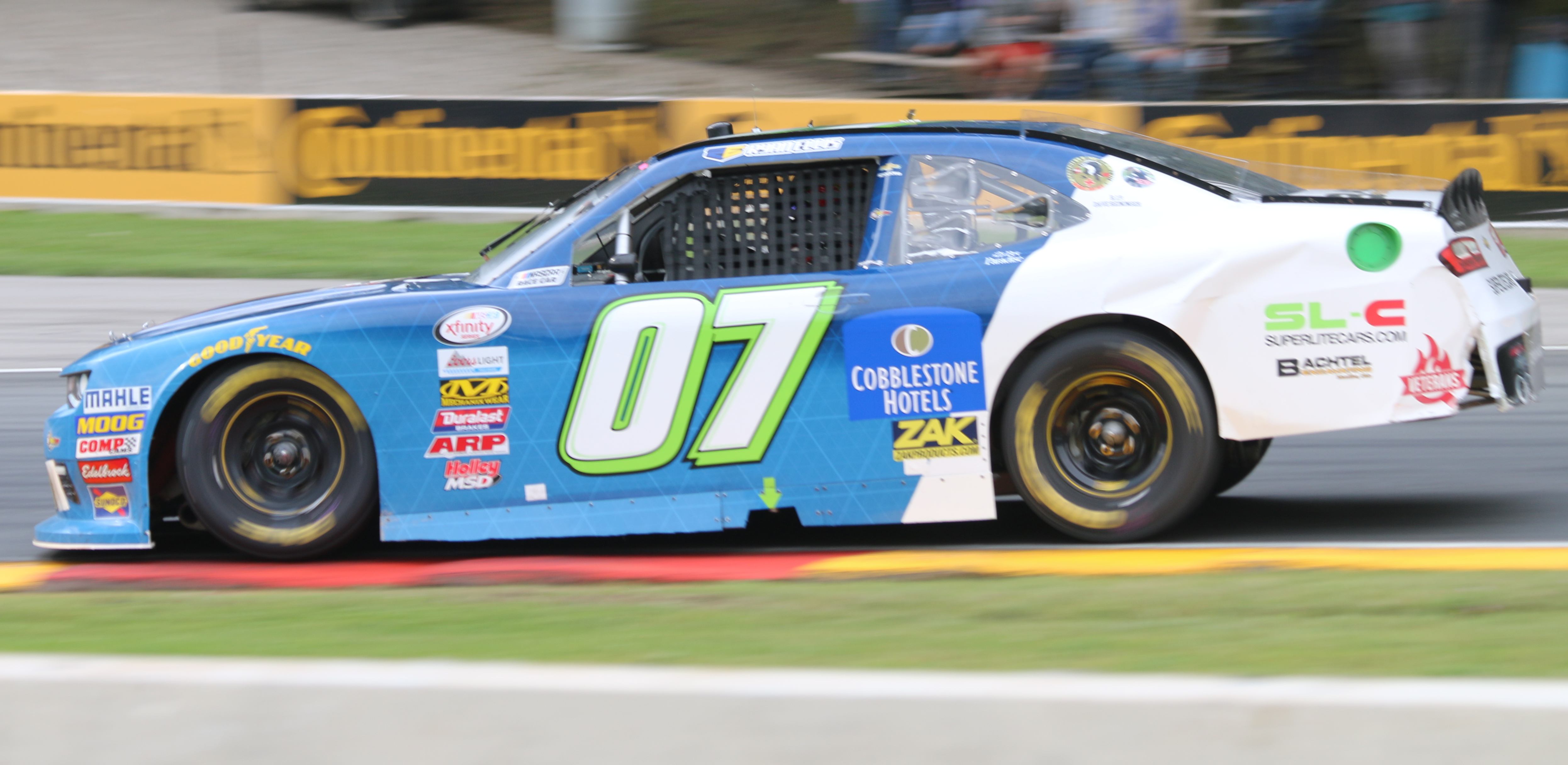

## وصلات خارجية
- الموقع الرسمي
- ريان إليس على موقع Racing-Reference.info (الإنجليزية)